# Бірлік (Жетисайський район)
Бірлі́к (каз. Бірлік) — село у складі Жетисайського району Туркестанської області Казахстану. Входить до складу сільського округу Шаблана Дільдабекова.
У радянські часи село було частиною села Отділення № 3 совхоза Більшовик.
Населення — 855 осіб (2021; 888 у 2009, 722 у 1999, 559 у 1989).